# Portrait d'une jeune femme vénitienne
Le Portrait d'une jeune femme vénitienne est un tableau de 35 × 26 cm réalisé par le peintre et graveur allemand Albrecht Dürer à partir de 1505. Il a été exécuté, avec un certain nombre d'autres portraits de la haute société, lors de sa deuxième visite en Italie.

## Description
La femme porte une robe à motifs avec attaches qui montrent la chemise par-dessous. Ses cheveux encadrent son visage en douces vagues, et les cheveux sont retenus dans un petit drapé. L'harmonie et la grâce ressortent par le biais des mélanges de tons, de la peau pâle et élégante, des cheveux blond-roux, du collier de perles noir, et de la robe à motifs très à la mode, qui sont mis en évidence en contraste avec un fond noir. Le portrait est semblable dans la pose et la couleur à celui de 1507 Une femme allemande de Venise. On montre le modèle avec un décolleté plongeant, l'autre avec les épaules nues.

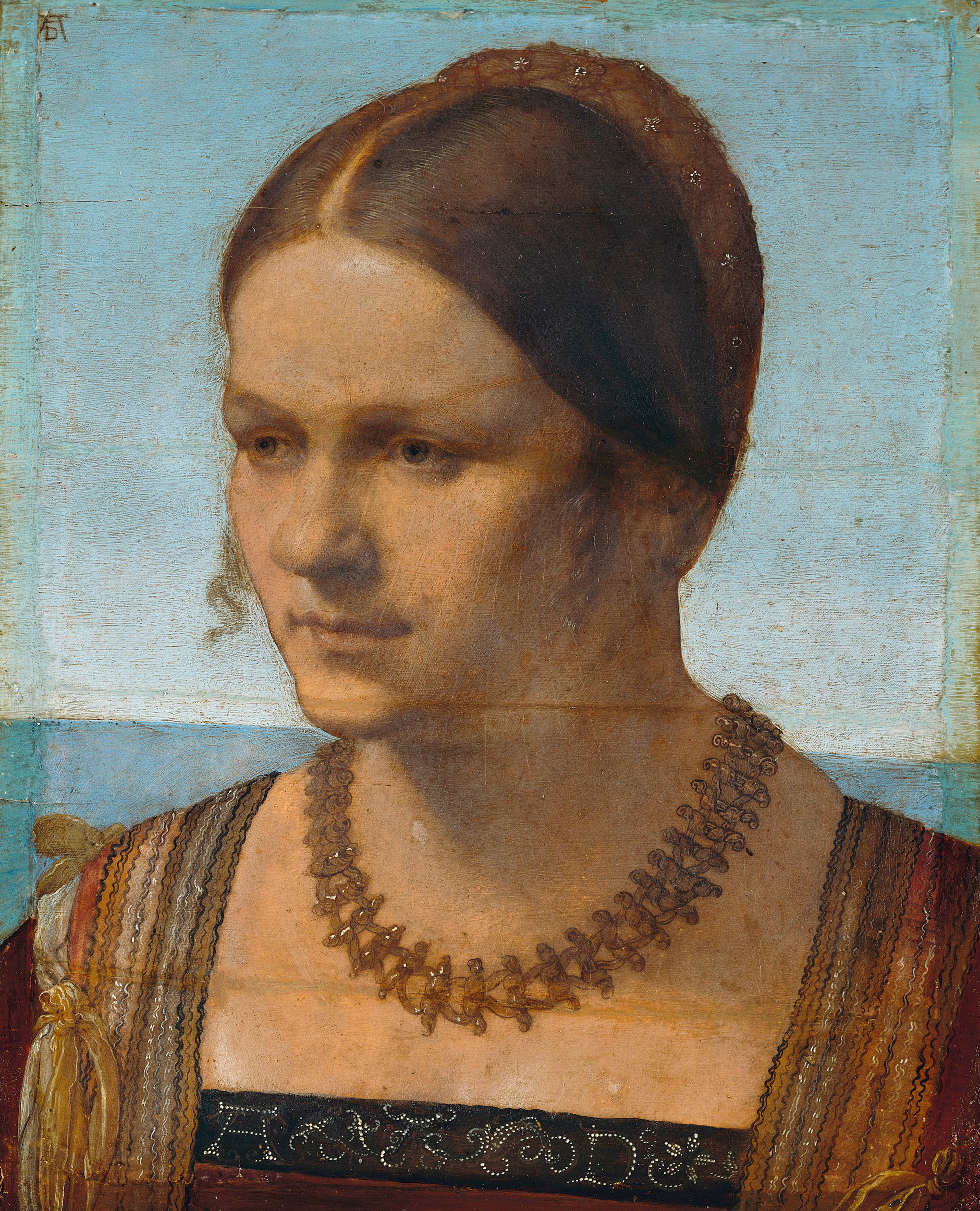
Une femme allemande de Venise, c. 1507, Dahlem Museum, Berlin.

Au cours de sa visite en Italie, Dürer devient fasciné et se lie d'amitié avec Giovanni Bellini, un maître amors[Quoi ?], quand Dürer était encore inconnu en dehors de l'Allemagne. L'influence de l'artiste peut être vue dans cette œuvre par la modélisation, l'éclairage dramatique et la vivacité des couleurs et des tons,.
L'œuvre n'a été identifiée comme un Dürer qu'après avoir été retrouvée dans une collection privée lituanienne en 1923. L'identité de la personne est inconnue ; toutefois, dans la robe et la coiffure, elle semble être vénitienne, plutôt que germanique. Le portrait est inachevé ; un certain nombre d'éléments ne sont pas aussi bien réalisés que d'autres.

## Sources
- Bailey, Martin. Dürer. Londres: Phidon Press, 1995.  (ISBN 0-7148-3334-7)
- Brion, Marcel. Dürer. Londres: Thames and Hudson, 1960.
- Argent, Larry. L'essentiel de Dürer. University of Pennsylvania Press, 2010.  (ISBN 0-8122-4187-8)